# Hans A. de Boer
Hans Carl Alfred de Boer (* 13. April 1925 in Hamburg; † 30. März 2017 in Duisburg) war ein deutscher Gemeindemissionar und Pastor.

## Leben
Hans de Boer wurde als jüngster Sohn der Kaufmannsfamilie W. de Boer Im Jahr 1925 in Hamburg geboren und im Gegensatz zu seinen zwei Geschwistern nicht in einem Internat erzogen, sondern er verbrachte seine gesamte Kindheit in Hamburg. In den Jahren 1930 bis 1941 besuchte er in Hamburg eine Höhere Handelsschule und absolvierte anschließend eine Lehre als Im- und Exportkaufmann.
Aufgrund der Mitgliedschaft seines Vaters im Jahr 1933 aufgelösten Stahlhelm war er Mitglied im sogenannten Jung-Stahlhelm. Als dieser in der Hitlerjugend aufging, wurde er Hordenführer beim Deutschen Jungvolk. Sein Vater war dem Nationalsozialismus gegenüber jedoch eher kritisch eingestellt. Regelmäßig wurde im Elternhaus der verbotene Sender BBC London gehört. Er „drückte sich“ nach eigenen Angaben vor der Hitlerjugend und war in der Swingjugend aktiv, deren Proteste er später als „lächerlich“ bezeichnete. Im Alter von 17 Jahren erlebte de Boer die Judenvernichtung im Generalgouvernement, als er sich für den RAD im „Wirtschafts-Osteinsatz“ in Polen befand. Dort erlebte er die Brutalität von SS und Wehrmacht gegenüber der Zivilbevölkerung. Er fälschte Taufscheine für Juden, da er gehört hatte, dass getaufte Juden erst später vergast würden. Nach seiner Rückkehr nach Hamburg wurde er in die Wehrmacht eingezogen und als Artillerie-Soldat im besetzten Frankreich eingesetzt. Im Jahr 1944 geriet er als Gefreiter in die amerikanische Kriegsgefangenschaft. Dort arbeitete er nach seiner Entlassung für den amerikanischen Geheimdienst CIC.
Anschließend trat de Boer als Prokurist in der väterlichen Firma W. de Boer und Co Im- und Export, Hamburg ein. Ab 1950 war er Auslandabteilungsleiter für die väterliche Firma in Omaruru in Südwestafrika (Namibia) für Elektrogeräte und den Einkauf von Wolle; anschließend folgte die Mitarbeit in technischen Firmen in Südafrika. Er erhielt eine Einladung nach Indien als deutscher Teilnehmer der 3. Weltkongress der Christlichen Jugend („Christ is the answer“), gemeinsam mit Martin Niemöller, Weihnachten 1952 in Kottayam, Südindien. Vor seiner Reise nach Indien besuchte er die Familie Gandhi in Durban/Südafrika. Nach seiner einstündigen Rede auf der Konferenz bekam er Einladungen in zwölf asiatische und nordamerikanische Länder, jeweils zu Vorträgen, jeweils eine Woche: Burma, Malaysia, Singapur, Hongkong, VR China, Japan, USA, Kanada.
Nach seiner Rückkehr nach Deutschland folgte zunächst ein langwieriges Schreiben von „Unterwegs notiert“. Danach war de Boer internationaler Referent in der Leitung des Reichsverbandes des Jungmännerwerks im CVJM in Kassel und anschließend in der Evangelischen Landeskirche in Württemberg.
De Boer studierte jüdische, katholische und evangelische Theologie und Soziologie an der University of Toronto und der University of Manitoba in Kanada. Die Stationen im Einzelnen: 1958 bis 1959 Vorsitzender der Evangelischen Arbeitsgemeinschaft für Kriegsdienstverweigerung und Frieden. 1960 bis 1961 Generalsekretär des Christlichen Studentenbundes im Kings College, Dalhousi-Universities, Halifax Nova Scotias, Kanada. 1961 Student pastor in Shamrock, Saskatchewan, United Church of Canada. 1962 Student pastor in Edmonton, Alberta, United Church of Canada. 1963 Yewish Studies University of Manitoba, Winnipeg, Manitoba. 1964 Mennonite University Christian Ethics, Winnipeg, Manitoba
6. Mai 1964: Zum Abschluss des dreijährigen Studiums am Emmanuel College of Victoria University of Ontario, Toronto, bekam er eine Urkunde mit der Unterschrift des President of Victoria University, B. B. Moore.
Er arbeitete als Dozent für Internationale Angelegenheiten in Sevagram, Wardha, Indien, als Krankenpfleger bei den Truppen der Roten Khmer im Antirassismusprogramm des ÖRK, Genf in Kambodscha, wo seine indische Lebensgefährtin Mary, eine Ärztin, von den Regierungstruppen zu Tode gefoltert wurde. Später als Pädagogischer Leiter der „Aktion Dritte Welt Handel“, Hamburg, und als Dozent für Dogmatik an der Diakonisch-Theologischen Ausbildungsstätte Mülheim/Ruhr. Von 1974 bis 1990 war er Berufsschulpastor an Berufsschulen in Duisburg. Im Jahr 2006 erhielt er von Norbert Lammert die Ehrenurkunde für außergewöhnliche Zivilcourage der „Aktion Gemeinsinn“. Hans de Boer lebte die letzten Jahre als Pastor i. R. in Duisburg-Buchholz.
Er starb am 30. März 2017 in Duisburg und wurde auf eigenen Wunsch anonym in Duisburg beerdigt.
Internationale Aufenthalte:
1978 Kampuchea, Kanada, USA
1979 Japan, VR China, Hongkong, Vietnam, Neuseeland, Australien, Korea, Malaysia, Singapur, Burma, Sri Lanka, Indien, Kuwait, Iran
1980 Somalia, Kenia, Tansania, Sambia, Simbabwe, Südafrika, Namibia, Angola, Kamerun, Togo, Sierra Leone, Israel
1981 Kuba, Mexiko, Guatemala, El Salvador, Nicaragua, Venezuela, Kolumbien, Peru, Bolivien, Chile, Argentinien, Paraguay, Brasilien, Polen, DDR
1982 USA, UdSSR, DDR
1983 Ein Semester Studium USA: Befreiungs-, Black- und Feministische Theologie
1990 Amsterdam

## Schriften
- Gesegnete Unruhe. Das Bekenntnis eines frommen Provokateurs. 4. aktualisierte Auflage. Lamuv, Göttingen 2006. ISBN 3-88977-576-4
- Entscheidung für die Hoffnung 3. Auflage 1994. Peter Hammer Verlag, Wuppertal 1984. ISBN 3-87294-239-5. Mit einem Vorwort von Erhard Eppler
- Unterwegs erfahren. Notizen aus drei Kontinenten 2.  Auflage. Peter Hammer Verlag, Wuppertal, 1976. ISBN 3-77957-509-4. Mit einem Vorwort von Helmut Gollwitzer
- Unterwegs in Ost und West 2. Auflage, EVZ-Verlag-AG-Zürich 1960. Mit einem Vorwort von Walther Lüthi
- Unterwegs notiert" Bericht einer Weltreise  J.G.Oncken Verlag Kassel 1956  mit Vorwort von Martin Niemöller sowie 12 farbigen und 50 schwarz-weißen Fotos vom Autor. Deutsche Auflage über 190000 Exemplare. Weitere Ausgaben in Holland, Frankreich, Norwegen, England, USA, Kanada, Australien und Südafrika.